# Mi Fu

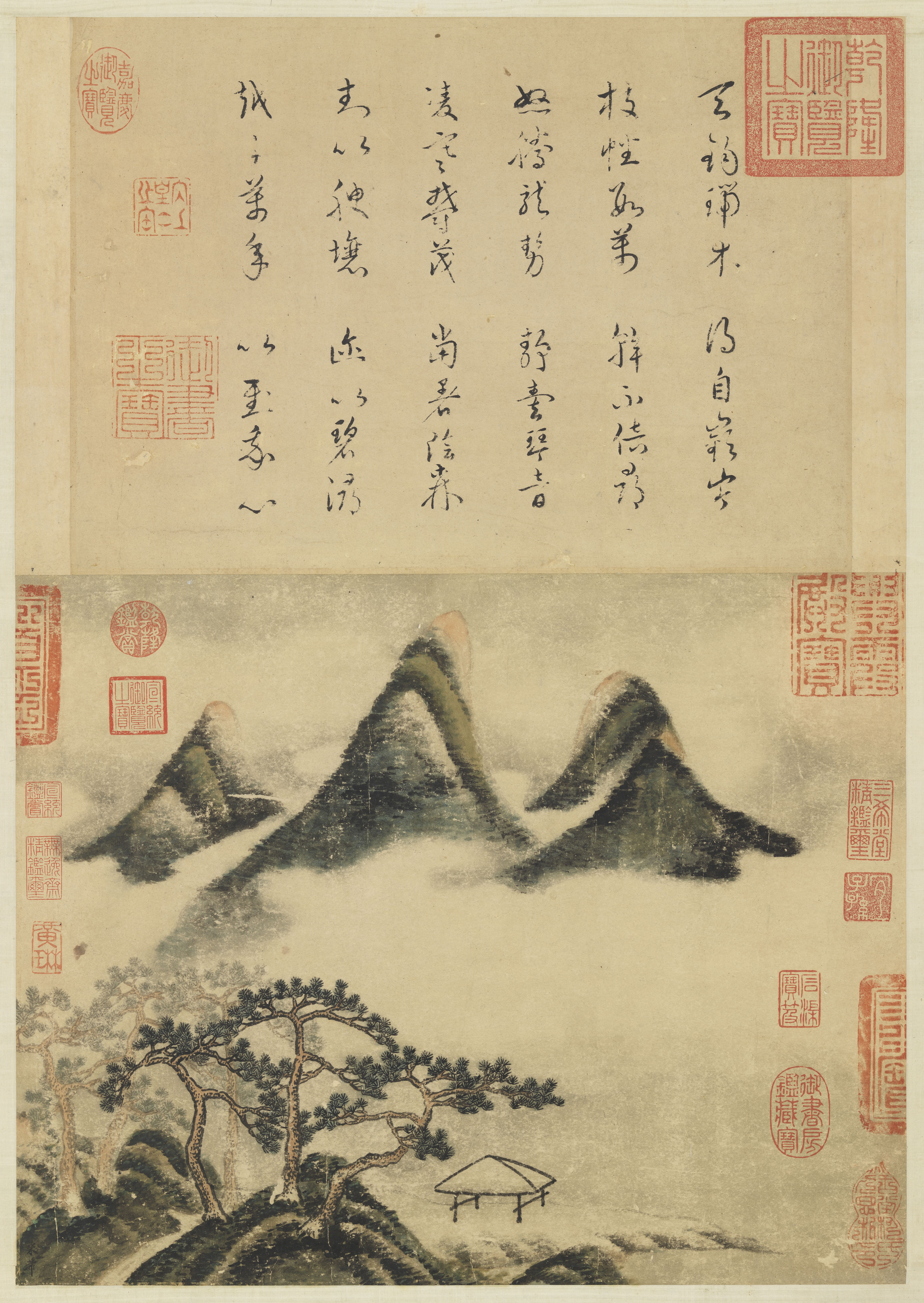
Berge und Kiefern im Frühling

Mi Fu, auch genannt der „alte Mi“ (chinesisch 米芾, Pinyin Mǐ Fú, Jyutping Mai5 Fat1, Geburtsname als 米黻 geschrieben, * 1051 in der Provinz Jiangsu; † 1107 in Kaifeng), war ein berühmter chinesischer Maler zur Zeit der Nördlichen-Song (960–1126). 

## Leben
Er war ein Zeitgenosse des berühmten Literatenmalers Su Dongpo, den er aber nur selten persönlich getroffen hat. Sein Sohn, der „junge Mi“ war Mǐ Yǒurén (米友仁).
Mi Fu entwickelte einen seinerzeit vollkommen neuen Stil, eine an das westliche Aquarell erinnernden Tuschetechnik. Der Stil wurde von seinem Sohn so ähnlich ausgeübt, dass man oft einfach von den „beiden Mi“ und einem Mi-Stil spricht. Als Vorläufer wird im Senfkorngarten Dǒng Yúan (~934 ~ 962) angegeben.

## Anekdote
Eine Anekdote berichtet von einem Zusammentreffen der beiden. Mi Fu empfing Su Dongpo, indem er in einem großen Zimmer zwei Tische aufstellen ließ, auf denen Pinsel, Tusche und je dreihundert Blatt Papier lagen. Auf einem Seitentisch standen Speisen und Getränke bereit. Als Su eintrat setzte er sich, ohne ein Wort zu verlieren, an einen der beiden Tische. Mi Fu folgte seinem Beispiel. Die Dienstboten kamen mit dem Reiben der Tusche kaum nach, so schnell entstanden die Gedichte und Kalligrafien. Als um Mitternacht Getränke und Papier ausgegangen waren, tauschten die beiden ihre Werke aus und nahmen Abschied voneinander.

## Weblink
- Werke von Mi Fu bei Zeno.org